# Circonscription de Goba
La circonscription de Goba est une des 177 circonscriptions législatives de l'État fédéré Oromia, elle se situe dans la Zone Balé. Son représentant actuel est Biruk Gezaw Adera.